# Archie Mayo
Archibald L. Mayo, més conegut com a Archie Mayo (Nova York, 29 de gener de 1891 − Guadalajara, Mèxic, 4 de desembre de 1968), fou un actor, guionista i director de cinema estatunidenc que es va mudar a Hollywood el 1915 i va començar a treballar com a director el 1917.

## Biografia
La seva filmografia inclou Is Everybody Happy? (1929) amb Ted Lewis, Night After Night (1932) amb Mae West, The Petrified Forest (1936) amb Bette Davis i Humphrey Bogart, i The Adventures of Marco Polo (1938) amb Gary Cooper.
Mayo es va retirar el 1946, just després de completar l'enregistrament de Night in Casablanca amb els Germans Marx, i Angel on My Shoulder amb Paul Muni, Anne Baxter i Claude Rains.
Mayo té una estrella en el Passeig de la fama de Hollywood.

## Filmografia
- Christine of the Big Tops (1926)
- Money Talks (1926)
- Johnny Get Your Hair Cut (1927)
- The College Widow (1927)
- Dearie (1927)
- State Street Sadie (1928)
- The Crimson City (1928)
- On Trial (1928)
- My Man (1928)
- Sonny Boy (1929)
- Is Everybody Happy? (1929)
- The Sacred Flame (1929)
- Wide Open (1930)
- Courage (1930)
- Oh Sailor Behave (1930)
- The Doorway to Hell (1930)
- Illicit (1931)
- Svengali (1931)
- Under 18 (1931)
- Night After Night (1932)
- Street of Women (1932)
- The Life of Jimmy Dolan (1933)
- The Mayor of Hell (1933)
- Ever in My Heart (1933)
- Convention City (1933)
- Gambling Lady (1934)
- The Man with Two Faces (1934)
- Desirable (1934)
- Bordertown (1935)
- Go Into Your Dance (1935)
- The Case of the Lucky Legs (1935)
- The Petrified Forest (1936)
- Black Legion (1937)
- It's Love I'm After (1937)
- The Adventures of Marco Polo (1938)
- Youth Takes a Fling (1938)
- They Shall Have Music (1939)
- The House Across the Bay (1940)
- Four Sons (1940)
- The Great American Broadcast (1941)
- Charley's Aunt (1941)
- Confirm or Deny (1941)
- Moontide (1942)
- Orchestra Wives (1942)
- Crash Dive (1943)
- Sweet and Low-Down (1944)
- A Night in Casablanca (1946)
- Angel on My Shoulder (1946)